# Stop, or My Dog Will Shoot!
Stop, or My Dog Will Shoot!, llamado ¡Para, o mi perro dispara! en Hispanoamérica y ¡Alto!, o mi perro dispara en España, es un episodio perteneciente a la decimoctava temporada de la serie de televisión animada Los Simpson. Se estrenó el 13 de mayo de 2007 en Estados Unidos, el 7 de octubre del 2007 en Hispanoamérica y el 24 de agosto de 2008 en España. El episodio fue escrito por John Frink y dirigido por Matthew Faughnan. En este episodio, Ayudante de Santa se convierte en perro policial, pero la presión altera su personalidad.

## Sinopsis
Todo comienza cuando Homer, feliz ante la perspectiva de ir al Oktoberfest, queda desilusionado cuando descubre que Marge lo había engañado a él y a los niños, para que vayan a un Festival de la Cosecha, en el cual no se permitía el alcohol. Cuando trata de irse, Homer accidentalmente lleva a la familia a un laberinto en un maizal. Lisa diseña un plan de escape con el Algoritmo de Tremaux, un método de escape de laberintos real, pero Homer es dejado atrás. Bart llama a Santa's Little Helper para encontrar a Homer. El perro logra olfatearlo, y lo ayuda a salir del laberinto. Ayudante de Santa se convierte en un héroe y los Simpson, alentados por el jefe Wiggum, lo matriculan en la Academia Policial Animal de Springfield, en donde le arman un equipo con Lou. 
Ayudante de Santa atrapa a Snake Jailbird, quien es llevado a juicio, pero liberado por un detalle técnico. Esto causa que el perro se canse y cuando vuelve a su casa, muerde a Bart. La familia echa al perro de la casa y lo manda a vivir con Lou. 
Como reemplazo, Marge le compra a Bart una pitón enorme como mascota, la cual llama "Estrangula". Bart lleva a Estrangula a la escuela para dar una lección, pero la serpiente escapa hacia el laboratorio de ciencias y por accidente, golpea unos frascos llenos de Etanol y Ácido Nítrico, creando una nube tóxica. Bart se desmaya dentro del edificio.
Juntos, Ayudante de Santa y Estrangula llegan a la escuela para salvar a Bart, quien escoge a su fiel perro para que lo salve. El perro, así, vuelve a vivir con los Simpson. Estrangula es adoptada por el jardinero Willie, quien la guarda en donde iba la manguera escolar.